# Žizn' i smert' Ferdinanda Ljusa
Žizn' i smert' Ferdinanda Ljusa (in cirillico Жизнь и смерть Фердинанда Люса, lett. "La vita e la morte di Ferdinand Ljus") è un film del 1976 diretto da Anatolij Alekseevič Bobrovskij.

## Trama
Il regista Ljus è sospettato della morte di Hans, figlio di un ex socio di Himmler, che complottò per denunciare le attività militaristiche di suo padre. Ljus si avvicina troppo alla sporca verità e muore anche lei. Il giornalista sovietico Vladimirov continua il caso di Ljus e Hans e pubblica la verità.